# Zurück bleibt die Angst
Zurück bleibt die Angst (Alternativtitel: Rache aus dem Reich der Toten; Originaltitel: Ghost Story) ist ein US-amerikanischer Horrorfilm aus dem Jahr 1981. Regie führte John Irvin, das Drehbuch schrieb Lawrence D. Cohen. Der Film basiert auf dem Roman Ghost Story von Peter Straub, der auf Deutsch unter dem Titel Geisterstunde erschien.

## Handlung
Die Handlung spielt in Neuengland. Eine aus Ricky Hawthorne, John Jaffrey, Edward Charles Wanderley und Sears James bestehende Gruppe älterer Männer, die sich selbst als The Chowder Society bezeichnet, vertreibt die Zeit mit dem Erzählen der Geistergeschichten. Der Sohn von Wanderley sieht das Gesicht seiner Braut als jenes einer Wasserleiche und stirbt. Die Männer werden mit dem Geist einer von ihnen vor Jahrzehnten ermordeten Frau konfrontiert, in die alle Mitglieder der Gruppe verliebt waren. Der Geist tötet aus Rache die Gruppenmitglieder.

## Kritiken
„Trotz mancher allzu derber Ekel- und Schauereffekte ein recht unterhaltsamer Horrorfilm, in den Hauptrollen mit Hollywood-Veteranen besetzt.“

## Auszeichnungen
Der Film wurde im Jahr 1982 als Bester Horrorfilm für den Saturn Award nominiert.

## Hintergründe
Der Film wurde in Albany (New York), in Saratoga Springs (New York), in DeLand (Florida) und in Vermont gedreht. Er spielte in den Kinos der USA ca. 16,2 Millionen US-Dollar ein. Der Film wurde in Deutschland im Jahr 1985 auf Video veröffentlicht.
Für Fred Astaire, Douglas Fairbanks Jr. und Melvyn Douglas war es ihr letzter Film, Douglas starb bereits vor der Premiere des Filmes.